# Herichthys carpintis
Herichthys carpintis är en fiskart som först beskrevs av Jordan och Snyder, 1899.  Herichthys carpintis ingår i släktet Herichthys och familjen Cichlidae. Inga underarter finns listade i Catalogue of Life.